# Lejeunea grossitexta
Lejeunea grossitexta là một loài Rêu trong họ Lejeuneaceae. Loài này được (Stephani) Reiner, Maria Elena & Goda mô tả khoa học đầu tiên năm 2000.